# Museo de Évora
El Museo Nacional Fray Manuel del Cenáculo, popularmente conocido por Museo de Évora, es un museo nacional situado en Évora, Portugal. Ocupa el antiguo palacio episcopal, al lado de la catedral de Évora, en pleno centro histórico de la ciudad.

## Historia
Los orígenes del museo remontan a 1804, cuando el arzobispo de Évora frey Manuel del Cenáculo, coleccionista ecléctico, creó la Biblioteca Pública de Évora, donde también organizó una colección de arte. Sin embargo, el Museo de Évora fue creado oficialmente en 1915, después de la implantación de la república y fue instalado en el antiguo palacio episcopal que aún es su sede.
La colección del museo, contabilizada en cerca de 20.000 objetos, incluye piezas de arqueología, artes plásticas y decorativas (pinturas, esculturas, dibujos, artesanías, cerámica, mobiliario y textiles), así como una colección de ciencias naturales (descritas en los antiguos gabinetes de curiosidades bajo el término "naturalia)." Tanto por la cantidad como por la calidad de muchas de sus piezas, el Museo de Évora, puede ser considerado uno de los más importantes de Portugal.

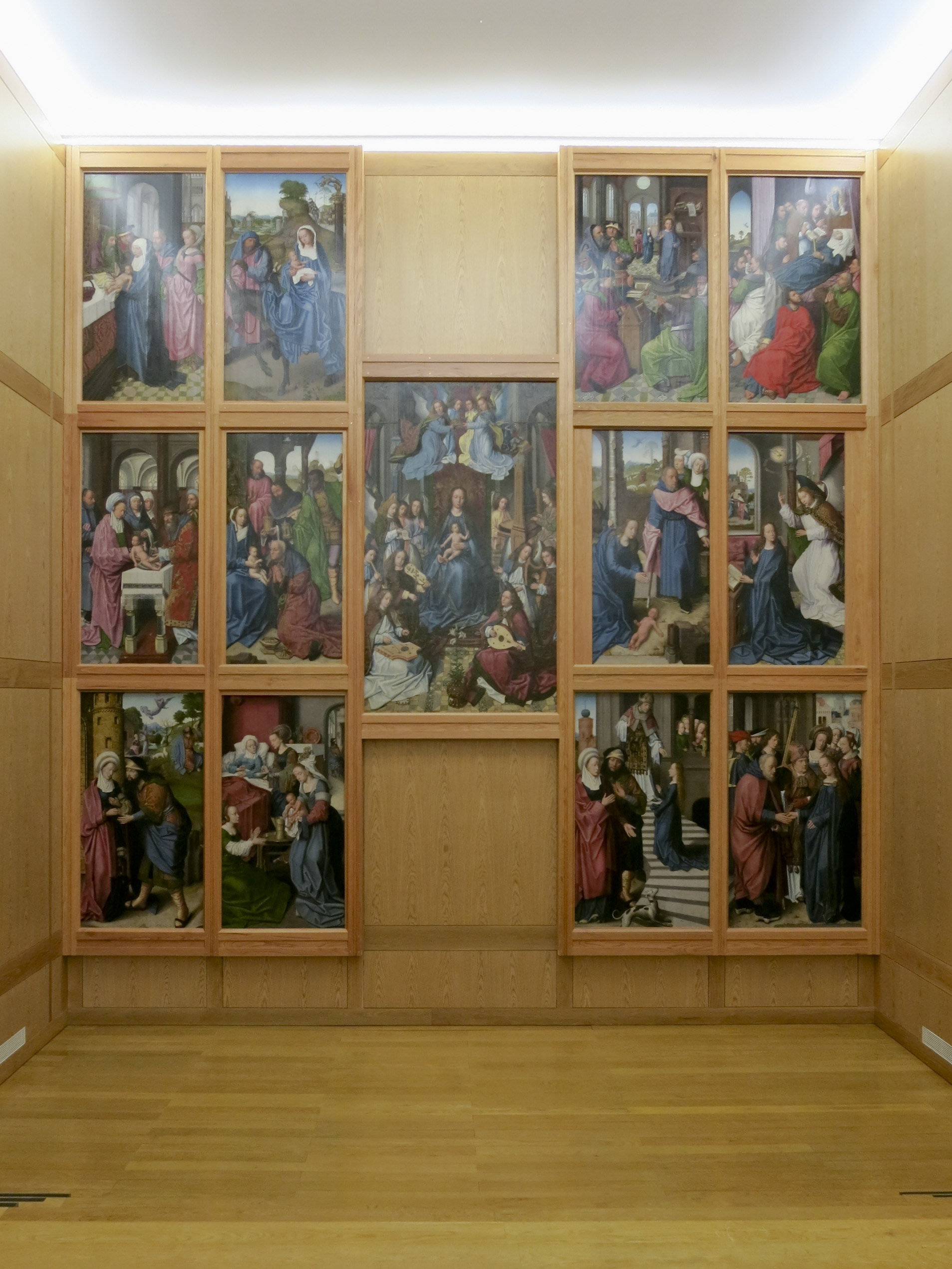
Políptico de la Sé de Évora, Museo de Évora

En la colección de pinturas se destaca el designado Políptico de la Sé de Évora, obra de producción flamenca de finales del siglo XV - inicio del XVI. Los 19 paneles remanentes del retábulo, 13 con escenas de la vida de la Virgen María y 6 paneles más pequeños con escenas de la Pasión de Cristo, muestran un trabajo salido de un taller flamenca aún no determinado pero influenciado por plantillas de los pintores Gérard David y Hugo van der Goes.
La restante colección de pintura está constituida por obras de la Escuela Portuguesa de los siglos XIV a inicio del siglo XIX. El siglo XIV está representado por la única pintura presente en un museo nacional de Álvaro Pires de Évora, pintor portugués activo en Pisa. Entre las obras del siglo XVI destacan los paneles de la iglesia de San Francisco de Évora, obras del taller de Francisco Henriques, pintor flamenco radicado en Portugal en el inicio del siglo; las pinturas del convento del Espinheiro, obras del taller de Fray Carlos, maestro flamenco que profesó en el referido convento; los paneles de la capilla del monasterio de Valverde y las últimas obras documentadas del pintor regio Gregorio Lopes donde ya son notorios determinados rasgos manieristas también presentes en las pinturas de Diogo de Contreiras. La segunda mitad del siglo XVI está representada por las obras de Pedro Nunes y Luis de Morales, "el Divino". La colección de pinturas del siglo XVII es particularmente importante por la amplia presencia de la obra de Baltazar Gomes Figueira y de su hija Josefa de Óbidos, incluyendo algunas de las mejores creaciones en el área de la naturaleza muerta, con influencias de las obras de los "bodegonistas" de Andalucía donde la familia residió durante un importante periodo. También es muy relevante la colección de retratos de los siglo XVII donde son notorias las influencias del arte español. Las obras del siglo XVIII y primeras décadas del XIX, pese a ser menos numerosas, incluyen algunas obras representativas como pinturas de Sequeira.
De la colección de Manuel del Cenáculo, provienen algunas pinturas de escuelas europeas de los siglos XVII y XVIII, presentadas en una galería contigua.

## Núcleos expositivos
El recorrido expositivo del Museo de Évora se extiende por tres pisos incluyendo diversos núcleos. Se organiza en::
- Arqueología
- Escultura
- Epigrafia
- Elementos arquitectónicos
- Orfebrería
- Colección Barahona
- Colección Fray Manuel del Cenáculo
- Pintura (siglos XV-XVIII d. C.)
  - Políptico de la Capela del Esporão